# Toni Greblă
Toni Greblă (n. 30 decembrie 1953, Sadova, România) este un jurist român, fost senator în Parlamentul României în legislatura 2008-2012 din partea PSD și reales la alegerile legislative din 2012 ca senator de Gorj. 

## Biografie
A urmat cursurile Facultății de Drept a Universității din București, pe care a absolvit-o în anul 1978.
Înainte de Revoluția română din 1989, Toni Greblă a fost activist de partid. Imediat după revoluție a fost președintele Consiliului Județean Gorj, apoi, în perioada 1990–1993 (și apoi, din nou, în perioada 2000–2003), prefect al Gorjului. În perioada 1990–1993 a fost președintele FSN Gorj, iar din 1997 a fost vicepreședintele PDSR/PSD Gorj. A fost catalogat drept baron local în presă.
A fost ales senator în Parlamentul României, din partea PSD, atât în legislatura 2008-2012, cât și în legislatura 2012-2016. La data de 18 decembrie 2013, acesta a fost numit de Senat ca judecător al Curții Constituționale, pentru terminarea mandatului judecătoarei Iulia Motoc, care a demisionat pentru a deveni judecător CEDO. Ca urmare a demisiei din Senat, a fost înlocuit de către senatorul Mihnea Cosmin Costoiu. Toni Greblă a demisionat din funcția de judecător CCR în februarie 2015. Ulterior, a ocupat funcția de Secretar General al Guvernului Viorica Dăncilă, între 2018-2019.
În luna mai 2022, acesta a fost numit în funcția de Prefect al Bucureștiului de către Guvernul Nicolae Ciucă, înlocuind-o pe Alexandra Văcaru.
În 2023 el a fost ales președinte al Autorității Electorale Permanente.

## Controverse
Pe 27 iunie 2019 Toni Greblă a fost achitat definitiv de Înalta Curte de Casație și Justiție într-un dosar de corupție.